# Turrialba (Kanton)
Turrialba ist ein Kanton der costa-ricanischen Provinz Cartago mit 73.064 Einwohnern (2013). Der Kanton wurde am 25. August 1903 gegründet und ist mit 1657 Quadratkilometern einer der flächenmäßig größten Kantone in Costa Rica. Der Kanton nimmt dadurch 52 % der Gesamtfläche der Provinz Cartago ein.